# میکو مک‌لا
میکو مک‌لا (انگلیسی: Mikko Mäkelä؛ زادهٔ ۲۸ فوریهٔ ۱۹۶۵) بازیکن هاکی روی یخ اهل فنلاند است.